# Robin: Année Un
Robin : Année Un (Robin: Year One) est le titre d'une mini-série de comic book de DC Comics, publiée en 2000 et 2001. Le récit, se déroulant sur quatre numéros, est écrit par Chuck Dixon et Scott Beatty et illustré par Javier Pulido et Marcos Martín. Le narrateur de l'histoire est Alfred Pennyworth et raconte la première année de Dick Grayson en tant que partenaire de Batman, Robin. L'histoire est éditée pour la première fois en langue française en 2014 aux éditions Urban Comics.

## Synopsis
L'histoire raconte les débuts de la carrière de Dick Grayson en tant que Robin, le Garçon Prodige. Batman l'entraine pour lutter contre le crime contre l'avis d'Alfred. Robin s'avère être un allié capable quand il découvre le plan du Chapelier Fou visant à enlever et à vendre des enfants en esclavage. L'histoire commence lorsque le Chapelier Fou est embauché par Singh Manh Lee, le président de Rheelasia, pour kidnapper dix jeunes filles américaines pour les besoins sexuels personnels de Lee. Batman et Robin sont informés de la disparition de huit filles par le Capitaine Gordon et commencent à rechercher des indices dans Gotham City. Après avoir rencontré des difficultés dans leur recherche, Robin identifie l'une des filles disparues comme Jennifer, une connaissance de l'école. Alors qu'il cherche une piste dans son école à la demande de Batman, Robin découvre que le Chapelier Fou est derrière ces enlèvements. Puisque Batman est à bord du yacht du Président Lee en tant que Bruce Wayne, Robin décide de déjouer les plans du Chapelier seul. Bien que les efforts de Robin aboutissent à l'arrestation du Chapelier Fou, à l'expulsion du Président Lee, et au sauvetage des filles captives, Batman est irrité de constater que Robin n'a pas attendu son autorisation ni son assistance. Avant que Batman puisse réprimander Robin, Alfred intervient et le convainc de le féliciter pour son travail bien fait. Comme Dick aide Bruce dans sa guerre contre crime, Alfred craint que le garçon ne soit pas en mesure d'équilibrer une vie normale d'adolescent avec sa vie de justicier. 
Dick Grayson continue de prouver sa valeur en tant qu'assistant de Batman en vainquant à lui seul des criminels comme Killer Moth et Blockbuster. Pendant ce temps, Double-Face, qui pense que Batman est à blâmer pour sa défiguration, prévoit de se venger de Batman en complotant pour tuer son acolyte. Pour réaliser son projet, Double-Face kidnappe le juge Lawrence Watkins pour attirer le Duo Dynamique dans son piège. Lorsque le Capitaine Gordon rencontre Batman et Robin pour les informer de l'enlèvement, il exprime ses inquiétudes au sujet du jeune âge de Robin et rappelle à Batman le danger de la mission. Avec ce nouveau rappel, Batman ordonne à Robin de rester à l'écart de la chasse de Double-Face; cependant, Robin le suit secrètement au cours de ses recherches. Peu de temps après, Batman trouve Double-Face en train d’enlever deux bébés jumeaux et tente d'empêcher leur mort. Bien que Robin se présente pour aider, l'enlèvement des nourrissons s'avère être un piège, et les deux justiciers sont pris en otage.
Double-Face accomplit sa vengeance en forçant Robin à choisir entre la vie du Juge Watkins et celle de Batman. Alors qu'il tente de sauver le Juge et Batman, Robin est violemment battu par Double-Face. Bruce le conduit au Dr Leslie Thompkins pour le soigner, et décide de mettre fin à la carrière de Robin. Cela provoque la fugue de Robin qui quitte le Manoir Wayne.
Tandis qu'il erre dans les rues, Robin est enrôlé dans une Ligue des Assassins réunissant des adolescents, par un maître en arts martiaux nommé la Grièche. Peu de temps après le recrutement de Dick dans la ligue, la Grièche est engagé par un patron du crime pour assassiner Double-Face, qui a récemment échappé à la prison. Pendant ce temps, Batman commence sa recherche de l'évadé tandis qu'Alfred essaie de retrouver Dick. Dans la Ligue des Assassins, Dick utilise le nom de "Freddy Loyd" afin de dissimuler son identité. Cependant, la Grièche se méfie de plus en plus de "Freddy" et ordonne aux autres membres de la ligue de ne pas lui faire confiance. La jeune Ligue des Assassins trouve rapidement la planque de Double-Face et tente de le tuer. Dick est proche de tuer Double-Face pour toute la douleur qu'il lui a fait subir, mais finalement, il s'enfuit avec les autres. Durant son implication avec le groupe, Dick sert d'espion officieux pour Batman en lui envoyant des lettres contenant des informations sur cette jeune Ligue des Assassins et Double-Face, mais refuse de retourner au manoir à cause de sa culpabilité. Après être retourné à la planque de la Ligue, la Grièche demande la vérité sur l'identité de "Freddy". Pendant ce temps, Double-Face découvre le plan de la Grièche, et se lance sur sa piste jusque dans sa cachette. Au même moment, Batman trouve Dick. Tous deux neutralisent la Grièche, mais Double-Face s'échappe.
Par la suite, Batman permet à Dick d'être à nouveau Robin, aussi longtemps qu'il accepte de suivre les ordres de Batman. L'équipe  capture Double-Face plus tard et l'arc se termine avec la première rencontre de Robin et Barbara Gordon, qui est maintenant sous la garde du Capitaine Gordon,.

## Continuité
L'histoire prend place après les événements de Batman : Amère Victoire (Batman: Dark Victory). Batman Chronicles: The Gauntlet (one shot de 1997) mène directement à Robin : Année Un et peut être lu directement après Amère Victoire. Cependant, puisque Robin : Année Un a été écrit avant Amère Victoire, certains aspects de l'histoire sont rendus non-canoniques, tels que Gordon n'étant que Capitaine et les origines de Double-Face étant légèrement différentes. L'histoire a été créée par la même équipe créative qui a par la suite travaillé sur Batgirl: Année Un, qui sert de suite à Robin : Année Un, et Nightwing : Année Un.

## Accueil

### Ventes
La mini-série est éditée au format Prestige, c'est-à-dire que chaque numéro présente un nombre de pages plus important (52 au lieu de 30 ou 40) et un prix plus élevé que les comics habituels de DC. Chaque numéro était vendu 4,95 $ au lieu de 2,50 $. Le premier numéro de la mini-série est la 77e meilleure vente lors de son mois de sortie avec 27 415 unités vendues sur le marché américain. Les ventes des numéros suivants se maintiennent à 25 000 unités,.

### Critiques
Les critiques du site Collected Editions ont fait l'éloge de Robin : Année Un pour avoir souligné le lien grandissant entre Batman, Alfred et Robin, plutôt que de simplement raconter l'histoire des premières aventures de Dick Grayson en tant qu'acolyte de Batman. Le site salue également les efforts de Javier Pulido et Robert Campanella pour harmoniser leurs styles avec celui de Tim Sale dans son travail sur Batman : Amère Victoire. Craig Lemon de Comics Bulletin souligne la mauvaise comparaison du récit avec Batman : Année Un, déclarant que l'approche de l'auteur de l'histoire est très brillante et ressemble à un dessin animé. Lemon critique également le changement de style soudain et sombre vers la fin de l'histoire lorsque Robin est presque tué par Double-Face. Bien qu'il admette que le changement de style aurait pu réussir, Lemon dit que l'effet escompté est absent en raison de l'incapacité de faire correspondre l'humeur de l'histoire avec le style artistique approprié.

## Publications

### Éditions françaises
- 2014 : Robin : Année un, Collection DC Deluxe, Urban Comics  (ISBN 978-2-3657-7413-0)
- 2016 : Robin : Année un , Collection DC Comics - Le Meilleur des Super-Héros, Tome 20, Eaglemoss (Absence d'ISBN)